# Rio Negrinho
Rio Negrinho es un municipio brasileño del estado de Santa Catarina. Tiene una población estimada al 2022 de habitantes. Ubicado en la frontera con Paraná, pertenece a la Región metropolitana del Norte-Nordeste Catarinense.

## Toponimia
Su nombre es por el río que pasa por el municipio, el Río Negrinho, que es un cauce del río Negro. 

## Historia
Los primeros colonos de la localidad llegaron en 1872 provenientes de São José dos Pinhais. En 1913 se inauguró una estación de ferrocarril, lo que impulsó el desarrollo del poblado. Se creó el distrito de Rio Negrinho e 13 de diciembre de 1925, y se emancipó el 27 de febrero de 1954.
A pesar de las fechas mencionadas, el municipio celebra su fundación el 24 de abril de 1880 como estipula la Ley municipal N°7 de 1971.